# Сапогенін
Сапогенін (англ. sapogenin) — агліконова частина молекули сапоніну, що зв'язана з олігосахаридною частиною; невуглеводна безазотна компонента, за будовою якої розрізняють тритерпеноїдні (похідні оленану або урсану) та стероїдні (похідні спіростану) сапогеніни.